# Glenospora lanuginosa
Glenospora lanuginosa är en svampart som först beskrevs av Castell., och fick sitt nu gällande namn av A. Agostini 1931. Glenospora lanuginosa ingår i släktet Glenospora och familjen Septobasidiaceae.   Inga underarter finns listade i Catalogue of Life.